# Saint-Just (Hérault)
Saint-Just (okzitanisch Sant Just) ist eine französische Gemeinde mit 3.290 Einwohnern (Stand: 1. Januar 2022) im Département Hérault in der Region Okzitanien. Sie gehört zum Arrondissement Montpellier und ist Mitglied im Gemeindeverband Lunel Agglo. Die Einwohner werden Saint-Justois und Saint-Justoises genannt.
Die Gemeinde erhielt 2023 die Auszeichnung „Eine Blume“, die vom Conseil national des villes et villages fleuris (CNVVF) im Rahmen des jährlichen Wettbewerbs der blumengeschmückten Städte und Dörfer verliehen wird.

## Geografie

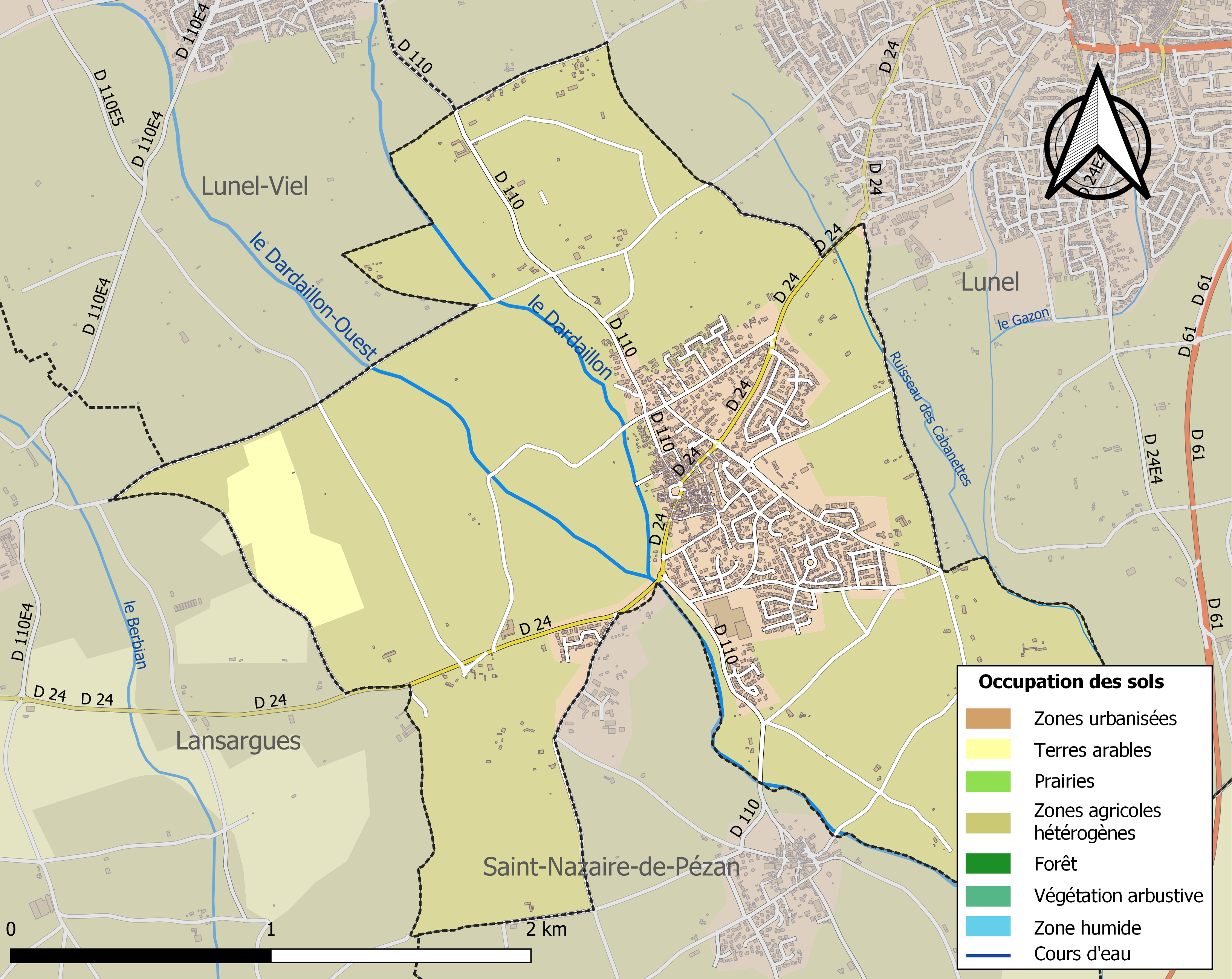
Bodennutzung, Hydrografie und Infrastruktur der Gemeinde (2018)

Saint-Just liegt am östlichen Rand des Départements, etwa 19 Kilometer ostnordöstlich von Montpellier und etwa 28 Kilometer südwestlich von Nîmes. Die Gemeinde wird von den Flüssen Dardaillon, Dardaillon-Ouest und zwei weiteren kleineren Fließgewässern entwässert. Der Canal de Lunel begrenzt ihr Gebiet abschnittsweise im Osten.
Ein kleiner Teil des Gebiets von Saint-Just gehört zu den beiden Natura 2000-Schutzgebieten „Étang de Mauguio“ (FR9101408) und „Étang de Mauguio“ (FR9112017) sowie zur ZNIEFF-Naturzone „Marais de Tartuguière et du Grès“ (910010750). 85 % der Fläche der Gemeinde werden landwirtschaftlich genutzt, etwa 15 % beträgt der Anteil an bebautem Gelände.
Umgeben wird Saint-Just von den Nachbargemeinden Lunel im Norden und Osten, Saint-Nazaire-de-Pézan im Süden, Lansargues im Westen sowie Lunel-Viel im Nordwesten.

## Bevölkerungsentwicklung
| Saint-Just: Einwohnerzahlen von 1793 bis 2020                                                                              | Saint-Just: Einwohnerzahlen von 1793 bis 2020 | Saint-Just: Einwohnerzahlen von 1793 bis 2020 | Saint-Just: Einwohnerzahlen von 1793 bis 2020 | Saint-Just: Einwohnerzahlen von 1793 bis 2020 |
| --- | --------------------------------------------- | --------------------------------------------- | --------------------------------------------- | --------------------------------------------- |
| Jahr |                                               |                                               |                                               | Einwohner                                     |
| 1793 | 1793                                          |                                               | 234                                           | 234                                           |
| 1800 | 1800                                          |                                               | 247                                           | 247                                           |
| 1806 | 1806                                          |                                               | 232                                           | 232                                           |
| 1821 | 1821                                          |                                               | 286                                           | 286                                           |
| 1831 | 1831                                          |                                               | 360                                           | 360                                           |
| 1836 | 1836                                          |                                               | 424                                           | 424                                           |
| 1841 | 1841                                          |                                               | 426                                           | 426                                           |
| 1846 | 1846                                          |                                               | 459                                           | 459                                           |
| 1851 | 1851                                          |                                               | 472                                           | 472                                           |
| 1856 | 1856                                          |                                               | 450                                           | 450                                           |
| 1861 | 1861                                          |                                               | 480                                           | 480                                           |
| 1866 | 1866                                          |                                               | 522                                           | 522                                           |
| 1872 | 1872                                          |                                               | 518                                           | 518                                           |
| 1876 | 1876                                          |                                               | 486                                           | 486                                           |
| 1881 | 1881                                          |                                               | 474                                           | 474                                           |
| 1886 | 1886                                          |                                               | 451                                           | 451                                           |
| 1891 | 1891                                          |                                               | 480                                           | 480                                           |
| 1896 | 1896                                          |                                               | 500                                           | 500                                           |
| 1901 | 1901                                          |                                               | 508                                           | 508                                           |
| 1906 | 1906                                          |                                               | 535                                           | 535                                           |
| 1911 | 1911                                          |                                               | 530                                           | 530                                           |
| 1921 | 1921                                          |                                               | 568                                           | 568                                           |
| 1926 | 1926                                          |                                               | 571                                           | 571                                           |
| 1931 | 1931                                          |                                               | 591                                           | 591                                           |
| 1936 | 1936                                          |                                               | 538                                           | 538                                           |
| 1946 | 1946                                          |                                               | 440                                           | 440                                           |
| 1954 | 1954                                          |                                               | 456                                           | 456                                           |
| 1962 | 1962                                          |                                               | 511                                           | 511                                           |
| 1968 | 1968                                          |                                               | 544                                           | 544                                           |
| 1975 | 1975                                          |                                               | 581                                           | 581                                           |
| 1982 | 1982                                          |                                               | 1.034                                         | 1.034                                         |
| 1990 | 1990                                          |                                               | 1.568                                         | 1.568                                         |
| 1999 | 1999                                          |                                               | 2.493                                         | 2.493                                         |
| 2006 | 2006                                          |                                               | 2.636                                         | 2.636                                         |
| 2013 | 2013                                          |                                               | 2.962                                         | 2.962                                         |
| 2020 | 2020                                          |                                               | 3.290                                         | 3.290                                         |
| Quelle(n): EHESS/Cassini bis 1999, INSEE ab 2006 Anmerkung(en): Ab 1962 offizielle Zahlen ohne Einwohner mit Zweitwohnsitz |                                               |                                               |                                               |                                               |

## Sehenswürdigkeiten
- Kirche Sainte-Agathe
- Kirche Saints-Just-et-Pasteur
- Kirche Notre-Dame du Lac

## Verkehr
Saint-Just liegt fernab von näheren Verkehrsachsen. Die Departementsstraße D 24 verbindet die Gemeinde mit Mauguio über Lansargues im Westen und mit Lunel im Nordosten. Die Departementsstraße D 110 führt in nordwestlicher Richtung nach Lunel-Viel. Eine Buslinie der regionalen Transportgesellschaft liO verbindet die Gemeinde mit Lunel und mit Lattes und dortigen Anschlüssen an das Straßenbahnnetz von Montpellier.

## Persönlichkeiten
- Manuel Amoros (* 1962), französischer Fußballspieler und -trainer, ist in Saint-Just aufgewachsen